# Ministre de la Défense nationale (Guinée)
 (octobre 2024).
Si vous disposez d'ouvrages ou d'articles de référence ou si vous connaissez des sites web de qualité traitant du thème abordé ici, merci de compléter l'article en donnant les références utiles à sa vérifiabilité et en les liant à la section « Notes et références ».
Pour les autres articles nationaux ou selon les autres juridictions, voir Ministre de la Défense.
Cette page donne la liste des anciens ministres guinéens chargés de la Défense. Le nom exact de la fonction peut varier à chaque nomination. Les dates indiquées sont les dates de prise ou de cessation des fonctions, qui sont en général la veille de la date de publication du décret de nomination au Journal officiel.

## Historique
Le secrétariat d'État à la défense nationale fut le premier crée le 3 octobre 1958 responsable de la création et la mise en place d’une véritable Force de défense nationale après l’indépendance de la France a la veille. Le 27 octobre 1958 un secrétariat général chargé de la direction et de l’organisation de l’Armée a été mis en place.
C’est sur les cendres fumantes de l’Armée coloniale française qui avait détruit les garnisons militaires, les armes, les documents importants et brûler les tenues militaires que l’armée guinéenne a été créée.
Le titulaire actuelle est le Général a la retraite Aboubacar Sidiki Camara, depuis le 21 octobre 2021 sous les Gouvernements de Mohamed Béavogui, celui de Bernard Goumou, puis celui de Bah Oury.

## Depuis 1958 à nos jours
| Photo | Ministre                       | Ministre délégué, Ministre de la Défense ou secrétaire d'État | Début                          | Fin                            | Gouvernement                     |
| Présidence d'Ahmed Sékou Touré | Présidence d'Ahmed Sékou Touré | Présidence d'Ahmed Sékou Touré                                | Présidence d'Ahmed Sékou Touré | Présidence d'Ahmed Sékou Touré | Présidence d'Ahmed Sékou Touré   |
| Présidence de Lansana Conté | Présidence de Lansana Conté    | Présidence de Lansana Conté                                   | Présidence de Lansana Conté    | Présidence de Lansana Conté    | Présidence de Lansana Conté      |
| --- | ------------------------------ | ------------------------------------------------------------- | ------------------------------ | ------------------------------ | -------------------------------- |
| | Arafan Camara                  | Ministre de la Défense nationale                              | 28 mars 2007                   | 20 mai 2008                    | Kouyaté                          |
| | Almamy Kabélé Camara           | Ministre de la Défense nationale                              | 19 mai 2008                    | 24 décembre 2008               | Souaré                           |
| Présidence de Moussa Dadis Camara |                                |                                                               |                                |                                |                                  |
| | Sekouba Konaté                 | Ministre de la Défense nationale                              | 14 janvier 2009                | 26 janvier 2010                | Komara                           |
| Présidence de Sékouba Konaté |                                |                                                               |                                |                                |                                  |
| Présidence d'Alpha Condé |                                |                                                               |                                |                                |                                  |
| | Abdoul Kabele Camara           | Ministre délégué à la Défense nationale                       | 24 décembre 2010               | 15 janvier 2014                | Saïd Fofana (1)                  |
| 15 janvier 2014 | Abdoul Kabele Camara           | Ministre délégué à la Défense nationale                       | 26 décembre 2015               | Saïd Fofana (2)                |                                  |
| | Mohamed Diané                  | Ministre d'État, ministre de la Défense nationale             | 26 décembre 2015               | 17 mai 2018                    | Youla                            |
| 17 mai 2018 | Mohamed Diané                  | Ministre d'État, ministre de la Défense nationale             | 15 janvier 2021                | Kassory I                      |                                  |
| 15 janvier 2021 | Mohamed Diané                  | Ministre d'État, ministre de la Défense nationale             | 5 septembre 2021               | Kassory II                     |                                  |
| Comité national du rassemblement et du développement |                                |                                                               |                                |                                |                                  |
| | Aboubacar Sidiki Camara        | Ministre de la défense nationale                              | 21 octobre 2021                | En cours                       | Béavogui Bernard Goumou Bah Oury |
| Dans l'intervalle entre les mandats, le ministre sortant assure la gestion des affaires courantes. Titres successifs : - Depuis octobre 2021 : Ministre délégué à la Présidence chargé de la Défense nationale |                                |                                                               |                                |                                |                                  |